# Globba parviflora
Globba parviflora är en enhjärtbladig växtart som beskrevs av Karel Presl. Globba parviflora ingår i släktet Globba och familjen Zingiberaceae.
Artens utbredningsområde är Filippinerna. Inga underarter finns listade i Catalogue of Life.